# Lemuropisum
Lemuropisum etimologia "pèsol de lemur" és un gènere de plantes amb flors de la família lleguminosa o Fabaceae. Pertany a la subfamília Caesalpinioideae.
És originari de les zones semiàrides de Madagascar

## Algunes espècies
- Lemuropisum edule- Lemuropisum comestible